# Grup ortogonal
În matematică, grupul ortogonal în n dimensiuni, notat O(n), este grupul de transformări de conservare a distanței a spațiului euclidian de dimensiune n și a unui punct fix, originea. Legea de compoziție a grupului este dată de compunerea aplicațiilor (funcțiilor). Grupul ortogonal este uneori numit grup ortogonal general, prin analogie cu grupul liniar general. În mod echivalent, este grupul de n×n matrice ortogonale, unde legea de compoziție este dată de Înmulțirea matricilor (o matrice ortogonală este o matrice reală a cărei inversă este egală cu transpusa sa). Grupul ortogonal este atât un grup algebric cât și un grup Lie. Este grup compact.
Grupul ortogonal în n dimensiuni are două componente conectate. Componenta care conține elementul neutru este un subgrup, numit grup ortogonal special, și notat SO(n). Se compune din toate matricile ortogonale cu 
determinantul 1. Acest grup este, de asemenea, numit grup de rotație, generalizând faptul că în dimensiunile 2 și 3, elementele sale sunt rotații obișnuite în jurul unui punct (în bidimensional) sau drepte (în tridimensional). În dimensiunile inferioare aceste grupuri au fost studiate pe scară largă, a se vedea SO(2), SO(3) și SO(4). În cealaltă componentă conectată, toate matricile ortogonale au ca determinant –1.
Prin extensie, pentru orice domeniu F, o matrice n×n cu valori din F astfel încât inversa sa să fie egală cu transpusa sa se numește matrice ortogonală pe F. Matricele ortogonale n×n formează un subgrup, notat O(n, F), al grupului liniar general GL(n, F); adică
{\displaystyle \operatorname {O} (n,F)=\left\{Q\in \operatorname {GL} (n,F)\mid Q^{\mathsf {T}}Q=QQ^{\mathsf {T}}=I\right\}.}
Mai general, având în vedere forma biliniară simetrică sau forma pătratică nedegenerată — pentru corpurile de bază cu caracteristica diferită de 2, definiția în termenii formei biliniare simetrice este echivalentă cu cea în termenii formei pătratice, dar în cazul caracteristicii 2 aceste noțiuni diferă — pe un spațiu vectorial peste un corp, grupul ortogonal al formei este grupul de aplicații liniare inversabile care conservă forma. Grupurile ortogonale precedente sunt cazul particular în care, într-o anumită bază, forma biliniară este produsul scalar, sau, în mod echivalent, forma pătratică este suma pătratelor coordonatelor.
Toate grupurile ortogonale sunt grupuri algebrice, întrucât condiția păstrării unei forme poate fi exprimată drept o egalitate a matricilor.

## Nume
Denumirea de „grup ortogonal” provine din următoarea caracterizare a elementelor sale. Dat fiind un spațiu vectorial euclidian E din dimensiunea n, elementele grupului ortogonal O(n) sunt, până la o scalare uniformă (omotetie), aplicații liniare de la E la E care transformă vectori ortogonali în vectori ortogonali.

## În geometria euclidiană
Grupul ortogonal O(n) este un subgrup al grupului liniar general GL(n, R), constând din toate endomorfismele care conservă norma euclidiană, adică endomorfismele g astfel încât {\displaystyle \|g(x)\|=\|x\|}.
Fie E(n) grupul izometriilor euclidiene a spațiului euclidian S de dimensiune n. Acest grup nu depinde de alegerea unui anumit spațiu, deoarece toate spațiile euclidiene din aceeași dimensiune sunt izomorfe. Subgrupul stabilizator al unui punct x ∈ S este subgrupul elementelor g ∈ E(n) astfel încât g(x) = x. Acest stabilizator este (sau, mai exact, este izomorf cu) O(n), deoarece alegerea unui punct ca origine creează un izomorfism între spațiul euclidian și spațiul său vectorial euclidian asociat.
Acesta este un omomorfism de grup natural p al E(n) cu O(n), care este definit de
{\displaystyle p(g)\cdot (y-x)=g(y)-g(x),}
unde, ca de obicei, scăderea a două puncte este vectorul translație care aplică al doilea punct pe primul. Acesta este un omomorfism bine definit, deoarece o verificare simplă arată că, dacă două perechi de puncte au aceeași diferență, același lucru este valabil și pentru transformatele lor de g
Nucleul lui p este spațiul vectorial al translațiilor. Deci, translația formează un subgrup normal în E(n), stabilizatorii a două puncte sunt conjugați față de translații și toți stabilizatorii sunt izomorfi în O(n).
Mai mult, grupul euclidian este un produs semidirect dintre O(n) și grupul de translații. Rezultă că studiul grupului euclidian este în esență redus la studiul lui O(n).

### SO(n)
Prin alegerea unei baze ortonormale a unui spațiu vectorial euclidian, grupul ortogonal poate fi identificat cu grupul (cu legea de compoziție înmulțirea matricelor) matricelor ortogonale, care sunt acele matrice la care
{\displaystyle QQ^{\mathsf {T}}=I.}
Din această ecuație rezultă că pătratul determinantului lui Q este 1, prin urmare determinantul lui Q este sau 1, sau –1. Matricele ortogonale cu determinantul 1 formează un subgrup numit grupul ortogonal special, notat SO(n), care cuprinde toate izometriile directe ale O(n), care sunt cele care conservă orientarea spațiului.
SO(n) este un subgrup normal al O(n), ca fiind nucleul determinantului, care este un omomorfism de grup a cărui imagine este grupul multiplicativ {–1, +1}. Mai mult, grupul ortogonal este un produs semidirect al SO(n) cu grupul cu două elemente, deoarece, având în vedere orice reflexie r, există relația O(n) \ SO(n) = r SO(n).
Grupul cu două elemente {± I} (unde I este matricea unitate) este un subgrup normal și chiar un subgrup caracteristic al O(n) și, dacă n este par, și al SO(n). Dacă n este impar, O(n) este produsul direct al SO(n) și {±I}. Pentru fiecare număr întreg pozitiv k grupul ciclic Ck de k-rotații este un subgrup normal al O(2) și SO(2).

### Forma canonică
Pentru orice element din O(n) există o bază ortogonală în care matricea sa are forma
{\displaystyle {\begin{bmatrix}{\begin{matrix}R_{1}&&\\&\ddots &\\&&R_{k}\end{matrix}}&0\\0&{\begin{matrix}\pm 1&&\\&\ddots &\\&&\pm 1\end{matrix}}\\\end{bmatrix}},}
unde matricele R1, ..., Rk sunt matrice de rotații  2 × 2, adică matrice de forma
{\displaystyle {\begin{bmatrix}a&b\\-b&a\end{bmatrix}},}
cu {\displaystyle a^{2}+b^{2}=1\,}.
Acest lucru rezultă din teorema spectrală prin regruparea valorilor proprii care sunt conjugate complex și luând în considerare faptul că valorile absolute ale valorilor proprii ale unei matrice ortogonale sunt toate egale cu 1.
Elementul aparține lui SO(n) dacă și numai dacă există un număr par de  –1 pe diagonală.
Cazul particular al n = 3 este cunoscut sub numele de teorema de rotație Euler, care afirmă că fiecare element (neegal cu unitatea) din SO (3) este o rotație în jurul unei axe definite în mod unic.

### Reflexii
Reflexiile sunt elemente din O(n) a căror formă canonică este
{\displaystyle {\begin{bmatrix}-1&0\\0&I\end{bmatrix}},}
unde I este matricea unitate (n–1)×(n–1), iar zerourile indică elementele nule din linii și coloane. Cu alte cuvinte, o reflexie este o transformare care transformă spațiul în imaginea sa în oglindă față de un hiperplan.
În bidimensional, fiecare rotație este produsul a două reflexii. Mai exact, o rotație cu unghiul {\displaystyle \theta \,} este produsul a două reflexii ale căror axe au un unghi de {\displaystyle \theta /2\,}.
Fiecare element din O(n) este produsul a cel mult n reflexii. Acest lucru rezultă imediat din forma canonică de mai sus și din bidimensionalitate.
Teorema Cartan–Dieudonné este generalizarea acestui rezultat la grupul ortogonal al unei forme pătratice nedegenerate într-un domeniu cu caracteristica diferită de 2.
Reflexia față de origine (aplicația v ↦ −v) este un exemplu de element al O(n) care nu este produsul a mai puțin de n reflexii.

### Grupul de simetrie al sferelor
Grupul ortogonal O(n) este grupul de simetrie al unei (n–1)-sfere (pentru n = 3, aceasta este doar o sferă) și, dacă originea este aleasă în centru, a tuturor obiectelor cu simetrie sferică.
Grupul de simetrie al unui cerc este O(2). Subgrupul care conservă orientarea SO(2) este izomorf (ca grup Lie real) cu grupul cercului, cunoscut ca U(1), grupul multiplicativ al numerelor complexe cu valoarea absolută egală cu unu. Acest izomorfism trimite numărul complex exp(φ i) = cos(φ) + i sin(φ) cu valoarea absolută 1 la o matrice ortogonală particulară
{\displaystyle {\begin{bmatrix}\cos(\varphi )&-\sin(\varphi )\\\sin(\varphi )&\cos(\varphi )\end{bmatrix}}.}
În dimensiuni superioare, O(n) are o structură mai complicată (în special, nu mai este comutativă). Structurile topologice ale n-sferei și O(n) sunt puternic corelate, iar această corelație este utilizată pe scară largă pentru studierea ambelor spații topologice.

## Structura grupului
Grupurile O(n) și SO(n) sunt grupuri Lie reale compacte în dimensiunea n(n − 1)/2. Grupul O(n) are două componente conectate, SO(n) fiind elementul neutru, adică componenta conectată care conține matricea unitate.

### Ca grupuri algebrice
Grupul ortogonal O(n) poate fi identificat cu grupul matricilor
A astfel încât  {\displaystyle A^{\mathsf {T}}A=I.} 
Deoarece ambii membri ai acestei ecuații sunt matrici simetrice, aceasta generează {\displaystyle \textstyle {\frac {n(n+1)}{2}}} ecuații pe care trebuie să le satisfacă intrările unei matrici ortogonale și care nu sunt toate satisfăcute de intrările unei matrice neortogonale oarecare.
Asta demonstrează că O(n) este o varietate algebrică. Mai mult, se poate arăta că dimensiunea sa este
{\displaystyle {\frac {n(n-1)}{2}}=n^{2}-{\frac {n(n+1)}{2}},}
care implică faptul că O(n) este o intersecție completă. Aceasta implică faptul că toate componentele sale ireductibile au aceeași dimensiune și că nu are componente prime asociate ideale.
De fapt, O(n) are două componente ireductibile, care se disting prin semnul determinantului (adică det(A) = 1 și det(A) = –1). Ambele sunt varietăți algebrice nesingulare de aceeași dimensiune n(n–1) / 2. Componenta cu det(A) = 1 este SO(n).

### Toruri maximale și grupuri Weyl
Într-un grup Lie compact, G, un tor maximal este un subgrup maximal dintre cele care sunt izomorfe cu Tk pentru unele k, unde T = SO(2) este torul unidimensional standard.
În O(2n) și SO(2n), pentru fiecare tor maxim există o bază pe care torul constă din matrice bandă diagonale de forma
{\displaystyle {\begin{bmatrix}R_{1}&&0\\&\ddots &\\0&&R_{n}\end{bmatrix}},}
unde fiecare Rj aparține lui SO(2). 
În O(2n + 1) și SO(2n + 1), torurile maximale au aceeași formă, mărginită de un rând și o coloană de zerouri, și având 1 pe diagonală.
Grupul Weyl al SO(2n + 1) este produsul semidirect {\displaystyle \{\pm 1\}^{n}\rtimes S_{n}} al unui 2-subgrup abelian elementar cu un grup simetric, unde elementele netriviale ale fiecărui {±1} factor al {±1}n acționează asupra factorului corespunzător din T × {1} prin înmulțire cu elementul invers, iar grupul simetric Sn acționează asupra ambelor {±1}n și T × {1} prin permutarea factorilor. Elementele grupului Weyl sunt reprezentate prin matrice în O(2n) × {±1}.
Factorul Sn este reprezentat de permutarea blocurilor matriceale 2 × 2, cu 1 la sfârșitul diagonalei. Componenta {±1}n este reprezentată de blocurile de matrice 2 × 2 de pe diagonală, fiecare fiind
{\displaystyle {\begin{bmatrix}1&0\\0&1\end{bmatrix}}\quad {\text{sau}}\quad {\begin{bmatrix}0&1\\1&0\end{bmatrix}},}
cu ultima componentă ±1 aleasă astfel încât determinantul să fie 1.
Grupul Weyl al SO(2n) este subgrupul {\displaystyle H_{n-1}\rtimes S_{n}<\{\pm 1\}^{n}\rtimes S_{n}} din acel SO(2n + 1), unde Hn−1 < {±1}n este nucleul omomorfismul produsului {±1}n → {±1} dat de {\displaystyle \left(\epsilon _{1},\ldots ,\epsilon _{n}\right)\mapsto \epsilon _{1}\cdots \epsilon _{n}}; adică Hn−1 < {±1}n este subgrupul cu un număr par de semne minus. Grupul Weyl al SO(2n) este reprezentat în SO(2n) de preimaginile dintr-o injecție standard SO(2n) → SO(2n + 1) a reprezentărilor grupului Weyl al SO(2n + 1). Aceste matrice cu un număr impar de blocuri {\displaystyle {\begin{bmatrix}0&1\\1&0\end{bmatrix}}} nu au un rest final de coordonate −1 pentru a-și face determinanții pozitivi, ca urmare nu pot fi reprezentate în SO(2n).